# Aphanomyces astaci
Aphanomyces astaci é uma espécie de oomycota patogénica que provoca infeção letal nos lagostins europeus. Está em oitavo lugar na lista 100 das espécies exóticas invasoras mais daninhas do mundo formulada pela União Internacional para a Conservação da Natureza (IUCN). Na América do Norte, o local de origem destes eucariotas, raramente causa a morte nos lagostins. É endémico da América do Norte onde se aloja nas espécies de caranguejo lagostim-sinal (Pacifastacus leniusculus), lagostim-vermelho (Procambarus clarkii) e Orconectes limosus. Propaga-se através dos seus esporos e tem como hospedeiros lagostim-vermelho e lagostim-sinal, que são resistentes a este fungo. A introdução desta espécie em águas continentais da Europa levou à quase extinção de Austropotamobius pallipes e Astacus astacus, ambos nativos da Europa. As taxas de mortalidade em caranguejos europeus afetados pela praga chegam a 100% e levou à sua extinção em grandes regiões do continente. Embora a doença esteja presente na Europa há cerca de 150 anos, não foram ainda observados lagostins resistentes a esta espécie invasora, que figura na lista das 100 espécies invasores mais débeis da Europa.
Uma vez que os lagostins americanos são portadores da A. astaci, uma medida para travar a propagação da doença consiste em não introduzir esta espécie nos rios europeus. Alguns locais, como Aragão, esforçam-se por evitar ou proibir a venda de lagostins americanos vivos. Como algumas espécies, inclusive os lagostins americanos, resistem durante algum tempo fora de água, também é recomendado matá-los no momento em que se os pesca para evitar que escapem para outras massas de água onde a doença ainda não chegou.